# 岩田坂站
岩田坂站（日语：／ Iwatazaka eki */?）是位於岐阜縣岐阜市岩田坂1丁目，名古屋鐵道美濃町線的車站（廢站）。

## 歷史
此站在1911年，美濃電氣軌道路線開通時還未啟用。在路線開通後的1957年（昭和32年）才啟用。
- 1957年（昭和32年）8月11日 - 名古屋鐵道美濃町線開設此站[3][4]。
- 日期不詳 - 成為無人車站[5]。
- 2005年（平成17年）4月1日 - 美濃町線全線廢除，此站也同時廢除[4]。

## 車站構造
截至車站廢除前，此站是地面車站，設有1面1線的單式月台。車站南邊設有與美濃町線並行的國道156號。車站位於岐阜市東北部的山嶺頂點。站內設有簡單的上蓋與長椅。

### 配線圖
| ← 徹明町方向    | 岩田坂站 站內配線略圖 | → 新關方向 |
| 图例 参考文献： |                       |            |

## 使用狀況
- 在中提及在1992年度，當時1日平均上下車人次為425人，為除岐阜市內線均一車費區間內各站（岐阜市內線、田神線、美濃町線徹明町站至琴塚站之間）外名鐵所有車站（342站）中排名第282，美濃町線日野橋至美濃之間（14站）排名第6[1]。

## 車站周邊
- 岐阜岩田坂郵局

## 相鄰車站
名古屋鐵道
■美濃町線
日野橋－岩田坂－岩田

## 注腳
1. 1 2  名古屋鐵道廣報宣傳部（編）. . 名古屋鐵道. 1994: 651–653.
2. ↑  . 鄉土出版社（日语：郷土出版社）. 1997: 183. ISBN 4-87670-097-4 （日语）.
3. ↑  . 鄉土出版社（日语：郷土出版社）. 1997: 219–230. ISBN 4-87670-097-4 （日语）.
4. 1 2  今尾惠介（監修）.  7 東海. 新潮社. 2008: 51–52. ISBN 978-4-10-790025-8 （日语）.
5. ↑  名古屋鉄道広報宣伝部（編）. . 名古屋鐵道. 1994: 880 （日语）.
6. ↑  電氣車研究會（日语：電気車研究会），《鐵道畫刊（日语：鉄道ピクトリアル）》通卷第473號 1986年12月 臨時增刊号 「特集 - 名古屋鐵道」，附圖「名古屋鐵道路線略圖」